# 中世紀科學史
中世紀科學史是指在中世紀，星象、藥物、數學等科学在當時都相當的活躍，但是，由於古代的文化(在羅馬及伊斯蘭的落沒之前的時期)已經存在有許多的科學基礎，所以研究科學的方法才能夠在中世紀時誕生，也因此科學能夠在此時正式地與哲學分野，然而在當時世界各地像是伊斯蘭世界、地中海盆地、中國，以及印度等也已經有了科學研究的足跡，而在西歐一度落後的科學發展則是從12世紀開始再次趕上這些地區。
拜占庭帝國是中世紀早期的文化指標，它保存了希臘羅馬時期的自然、數學，以及藥學的系統以及理論；亞里士多德、阿基米德、蓋倫、托勒密，以及歐幾里得的思想在當時傳遍整個帝國。他們的著作及注解釋為中世紀科學發展的根源，因為那時候的西歐地區的文化由於西羅馬帝國的落沒而遭受破壞，但是因為有了義大利神學家托馬斯·阿奎那及法國學者布里丹等人的貢獻，西歐科學研究的精神得以保存，而當時所保存的著作也因此成為了往後歐洲的科學在科學革命時期能夠維持主導地位的重要原因。

## 主要成就
雖然在中世紀的科學有許多的發展與成就，但在這邊只列出對往後科學發展有重大貢獻的幾項成就。
- 科學研究方法：中世紀時，有系統的科學研究方法像是理論以及實驗開始發展，這歸功於當時的海什木、比魯尼 、羅傑·培根以及羅伯特·格羅斯泰斯特等人的貢獻，他們藉由觀察、實驗，以及驗證假說發明了一套系統化的科學研究方法。